# Корпусна група «G»
Корпусна́ гру́па «G» (нім. Korps-Abteilung G) — оперативно-тактичне об'єднання Вермахту, корпусна група в роки Другої світової війни. 1 вересня 1944 переформована на 299-ту піхотну дивізію Вермахту.

## Історія
Корпусна група «G» була сформована 7 серпня 1944 року шляхом об'єднання розгромлених під час операції «Багратіон» 260-ї, 299-ї та 337-ї піхотних дивізій Вермахту зі складу групі армій «Центр».

## Райони бойових дій
- СРСР (центральний напрямок) (серпень — вересень 1944).

## Командування

### Командири
- оберст Герман Генріх Беренд (нім. Hermann-Heinrich Behrend) (7 серпня — 1 вересня 1944).

## Нагороджені корпусної групи
Нагороджені корпусної групи
|  | Кавалери Золотого Німецького Хреста                                                                        | 5 |
|  | Кавалери Почесної відзнаки сухопутних військ «Почесна застібка на орденську стрічку для Сухопутних військ» | 4 |

## Бойовий склад корпусної групи «H»
Формування управління, забезпечення та підтримки
- 299-й дивізійний фузилерний батальйон (Divisions-Füsilier-Bataillon 299);
- 299-й протитанковий батальйон (Panzerjäger-Abteilung 299);
- 299-й саперний батальйон (Pionier-Bataillon 299);
- 299-й батальйон зв'язку (Nachrichten-Abteilung 299);
- 299-й навчальний батальйон (Feldersatz-Bataillon 299);
- 299-те управління постачання (Nachschubtruppen 299).

- 57-ма дивізійна група (Divisionsgruppe 57);
- 299-та дивізійна група (Divisionsgruppe 299);
- 337-ма дивізійна група (Divisionsgruppe 337);
- 299-й артилерійський полк (Artillerie-Regiment 299).